# Dutch Caribbean Securities Exchange
Die Dutch Caribbean Securities Exchange (DCSX) ist eine selbstregulierte internationale Wertpapierbörse für die Notierung und den Handel mit inländischen und internationalen Wertpapieren. Sie wurde 2009 gegründet und hat ihren Sitz in Wilemstad, Curacao. Es handelt sich um eine Plattform, auf der sich Unternehmen für eine Finanzierung registrieren können und Investoren Unternehmen auswählen können, in die sie investieren möchten. Die DCSX konzentriert sich auf die Betreuung von Start-ups sowie kleinen und mittleren Unternehmen.

## Mitgliedschaften
- Im ersten Quartal 2021 wurde die DCSX Mitglied der Capital Markets Association of the Americas oder (Spanisch: Asociación de Mercados de Capitales de las Américas) (AMERCA). Bestehend aus den Börsen von Costa Rica, Ecuador, El Salvador, Guatemala, Honduras, Nicaragua, Panama und der Dominikanischen Republik, die den Antrag der DCSX einstimmig angenommen haben.
- Die DCSX ist korrespondierendes Mitglied der World Federation of Exchanges.[2]